# Далмацій Старший
Флавій Юлій Далмацій (*Flavius Iulius Dalmatius, д/н —†337) — державний та військовий діяч Римської імперії.

## Життєпис
Походив з династії Костянтина. Син імператора Констанція I та Максиміни Теодори. Був зведеним братом імператора Костянтина I.
Молодість провів у південній Галлії, зокрема у м. Толоса (сучасна Тулуза). Ймовірно не брав участь у військових походах Костянтина I. Лише після остаточної перемоги останнього над Ліцинієм I, у середині 320-х років перебирається до Константинополя. У 333 році призначається консулом (разом з Доміцієм Зенофілом). Того ж року отримує посаду цензора.
Незабаром після цього його відправляют до Сирії, де Далмацій повинен був опікуватися східним кордоном імперії. Розглядав справу Афанасія Олександрійського, противника аріанства. У 334 році придушив повстання Калокера на Кіпрі.
У 335 році отримує титул цезаря. У 336 році за наказом імператора відправляє Афанасія Олександрійського з Єгипту у вигнання. Після смерті у 337 році Костянтина I зцинився заколот, в результаті якого Далмація разом із синами було вбито.

## Родина
- Далмацій Молодший (д/н—337)
- Ганнібаліан Молодший (д/н—337)